# The Vintage Virgin
The Vintage Virgin utkom den 7 mars 2007 och är den svenske sångaren Sebastians andra album. Innan albumet släpptes hade två låtar släppts som singlar: Words and Violence och When the Night Comes Falling. Den senare deltog även i Melodifestivalen 2007 och slutade på plats nummer åtta i finalen.
Albumet sålde guld på mindre än en vecka.
Alla låtar på skivan är skrivna av Sebastian och producenten Peter Kvint.

## Låtlista
1. Troubled Skies
2. When the Night Comes Falling
3. Charlie Calm Down
4. I Can Feel You
5. Lead Me There
6. Words and Violence
7. Falling in Love with You Again
8. Kiss Kiss Kiss
9. Bear with Me
10. Trigger
11. Drink this Bottle of Wine

## Listplaceringar
| Lista (2007) | Topplacering |
| ------------ | ------------ |
| Sverige      | 2            |